# Champagnat-le-Jeune
Champagnat-le-Jeune är en kommun i departementet Puy-de-Dôme i regionen Auvergne-Rhône-Alpes i centrala Frankrike. Kommunen ligger i kantonen Jumeaux som tillhör arrondissementet Issoire. År 2022 hade Champagnat-le-Jeune 149 invånare.

## Befolkningsutveckling
Antalet invånare i kommunen Champagnat-le-Jeune
| Referens: INSEE |